# イギリス鉄道397形電車
イギリス鉄道397形電車（イギリスてつどう397がたでんしゃ）は、イギリスの列車運行会社であるトランスペナイン・エクスプレスが運用する電車。各都市や空港を結ぶ長距離列車（インターシティ）に使用され、Nova 2という愛称を有する。

## 概要・運行

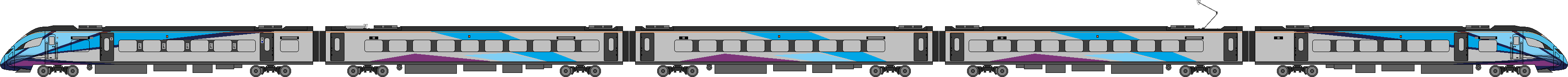
側面図

トランスペナイン・エクスプレスは、2016年から営業運転を開始した、イングランド北部やスコットランドへの列車を運営するオープン・アクセス・オペレーターである。フランチャイズ権獲得に合わせて、同社では所要時間短縮や乗客の快適性向上を目的に新型車両を多数導入する計画を発表しており、その一環としてスペインの鉄道車両メーカーであるCAFに発注が行われたのが、長距離列車（インターシティ）用電車である397形である。この導入に際しては、イギリス各地のオープン・アクセス・オペレーター向けの車両を所有するエバーショルト・レール・グループからのリースという形が取られている。
397形はCAFが世界各地に展開する動力分散式旅客車両ブランド「シビティ」の1つとして、最高速度200 km/hの都市間列車に設計が行われた車両である。編成は5両編成（Mc + T + M + T + Mc、3M2T）で、そのうち一方の先頭車は24人分のファーストクラス席が設置されている。車内には最大4台の自転車が設置可能なフリースペースや、キャリーバッグなどの荷物が設置できる棚が存在する他、安全対策として監視カメラも搭載されている。また各座席には充電用のソケットが設置され、wi-fi通信にも対応する。車体の軽量化に加えて電力が回収可能な回生ブレーキが備わっており、消費エネルギー量の削減が図られている。
最初の車両は2017年に完成し、以降は試運転が実施されたが、その試験過程の遅れにより営業運転開始は当初の計画よりも遅れた2019年11月30日からとなった。ウェスト・コースト本線を経由し、マンチェスター空港やリヴァプールとグラスゴーやエディンバラを結ぶ系統に使用されており、2020年現在12本が在籍する。また、トランスペナイン・エクスプレスでは同社が導入した新型車両にNovaという共通ブランド名を付けており、397形は"Nova 2"と呼ばれている。整備については導入時の契約によりCAFが予備部品の生産を行う一方、整備自体はマンチェスターの工場でアルストムにより実施される。

## 編成表
| 号車       | 号車           | E                             | D                 | C                 | B                 | A                                  |
| 形式       | 形式           | DMFLW                         | PTS1              | MSL               | PTSL              | DMSL                               |
| 座席数     | 1等            | 24                            |                   |                   |                   |                                    |
| 座席数     | 2等            |                               | 76                | 68                | 76                | 44                                 |
| 座席数     | 車椅子スペース | 2箇所                         |                   |                   |                   |                                    |
| 車内設備   | 車内設備       | トイレ(車椅子対応) 荷物置き場 | 荷物置き場        | トイレ 荷物置き場 | 荷物置き場        | トイレ 荷物置き場 自転車用スペース |
| 備考・参考 | 備考・参考     | [ 1 ] [ 3 ] [ 7 ]             | [ 1 ] [ 3 ] [ 7 ] | [ 1 ] [ 3 ] [ 7 ] | [ 1 ] [ 3 ] [ 7 ] | [ 1 ] [ 3 ] [ 7 ]                  |

## ギャラリー

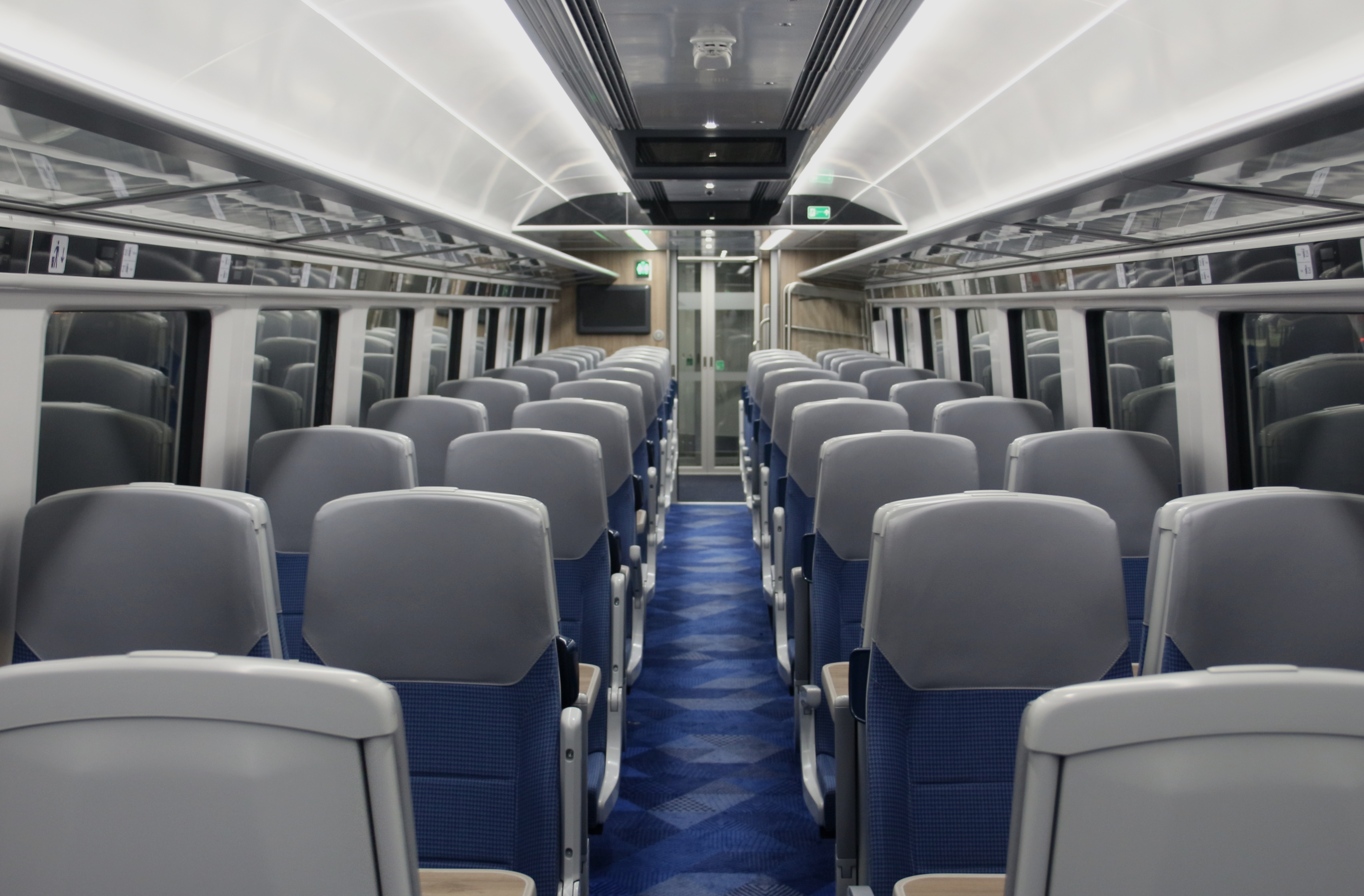
車内
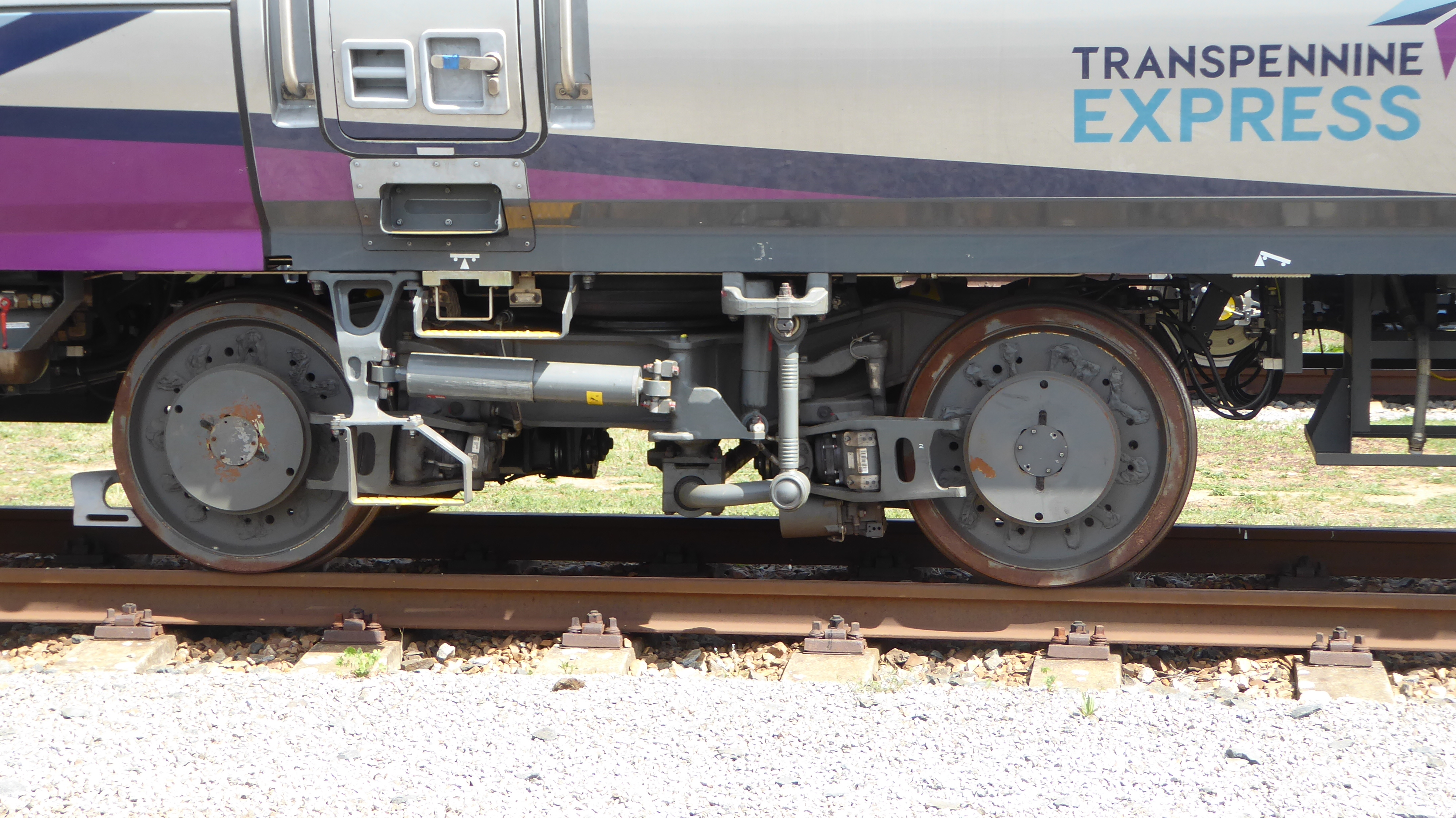
動力台車
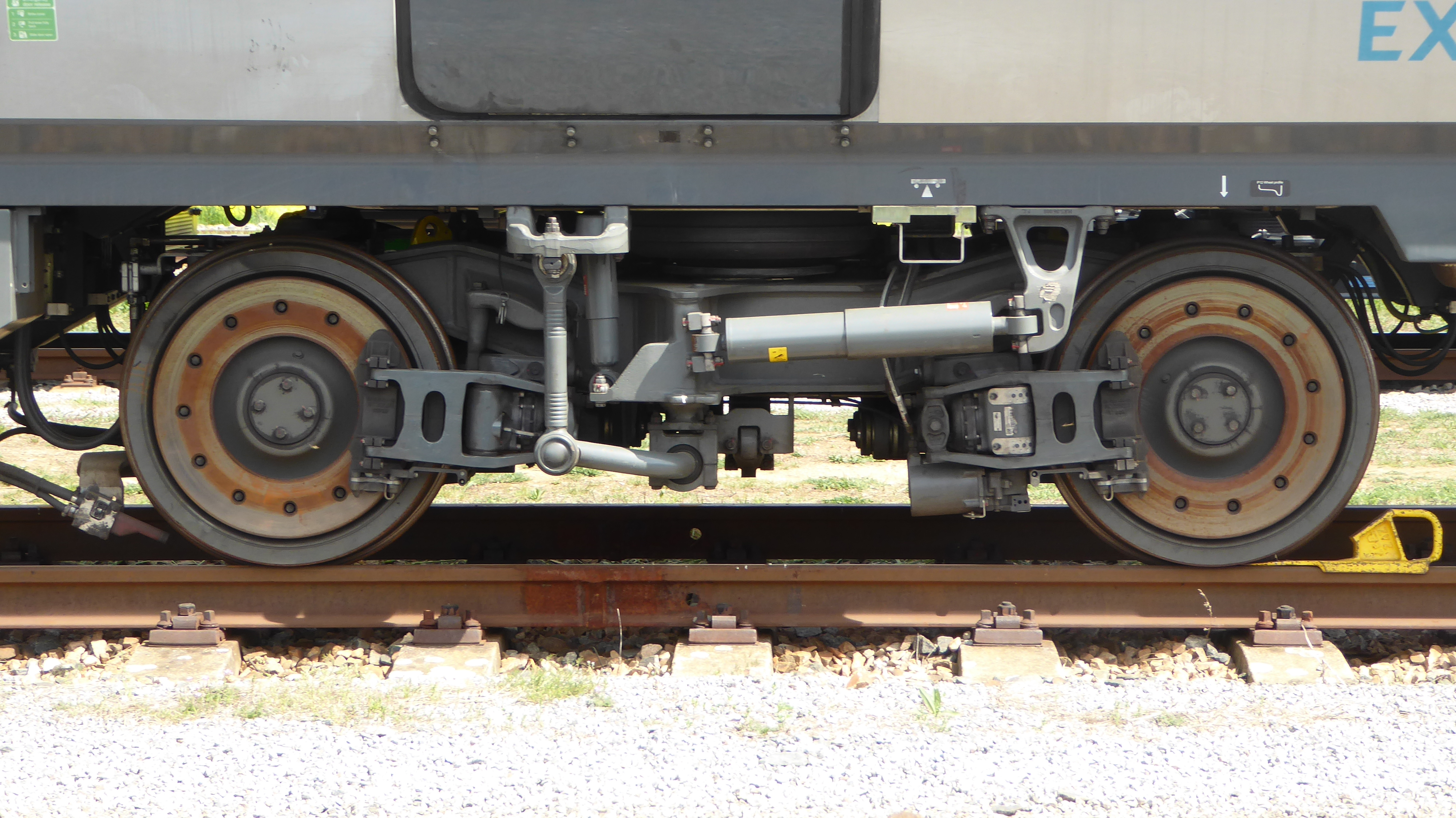
付随台車
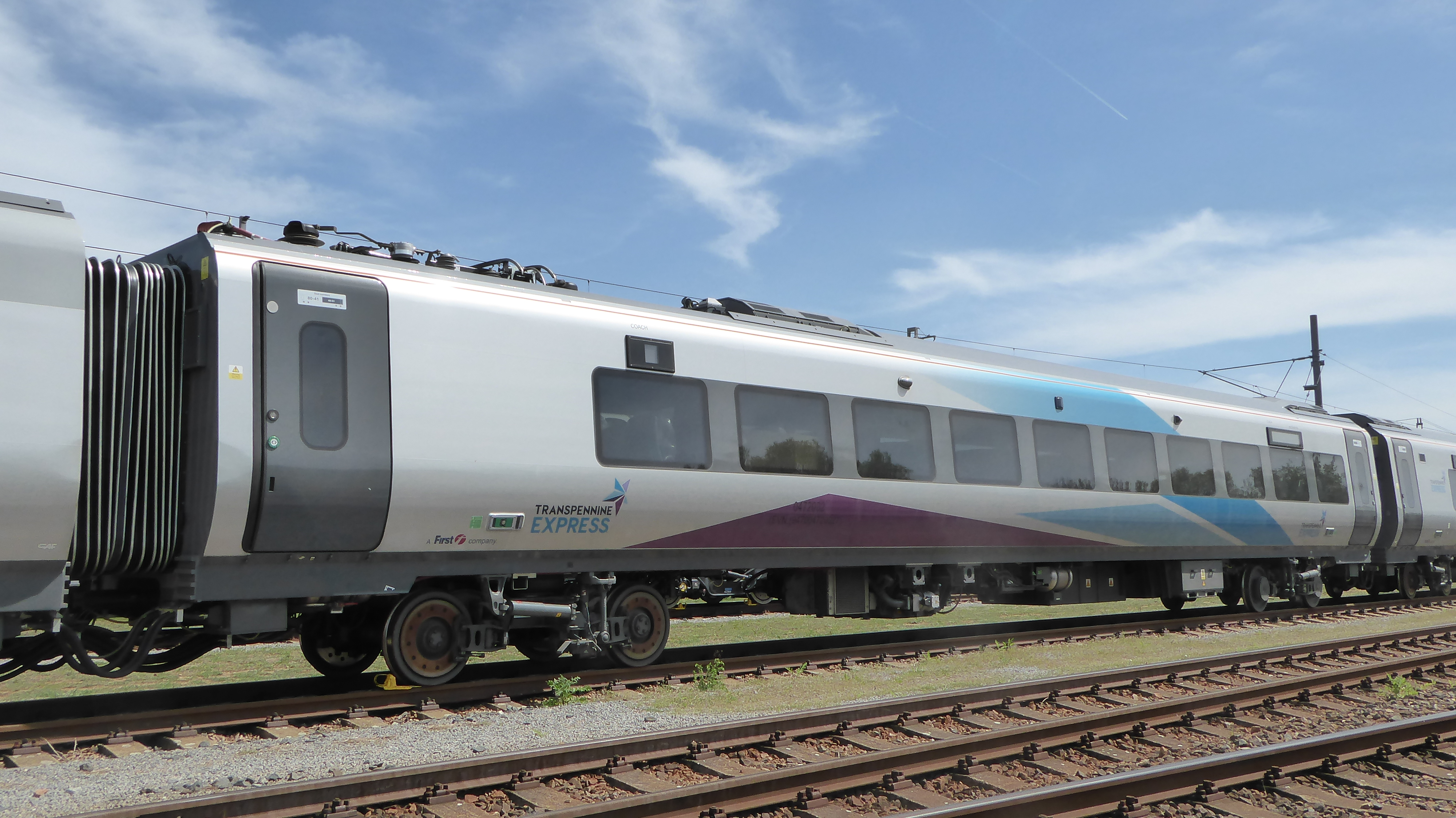
中間車（ヴェリム鉄道試験線、2019年撮影）
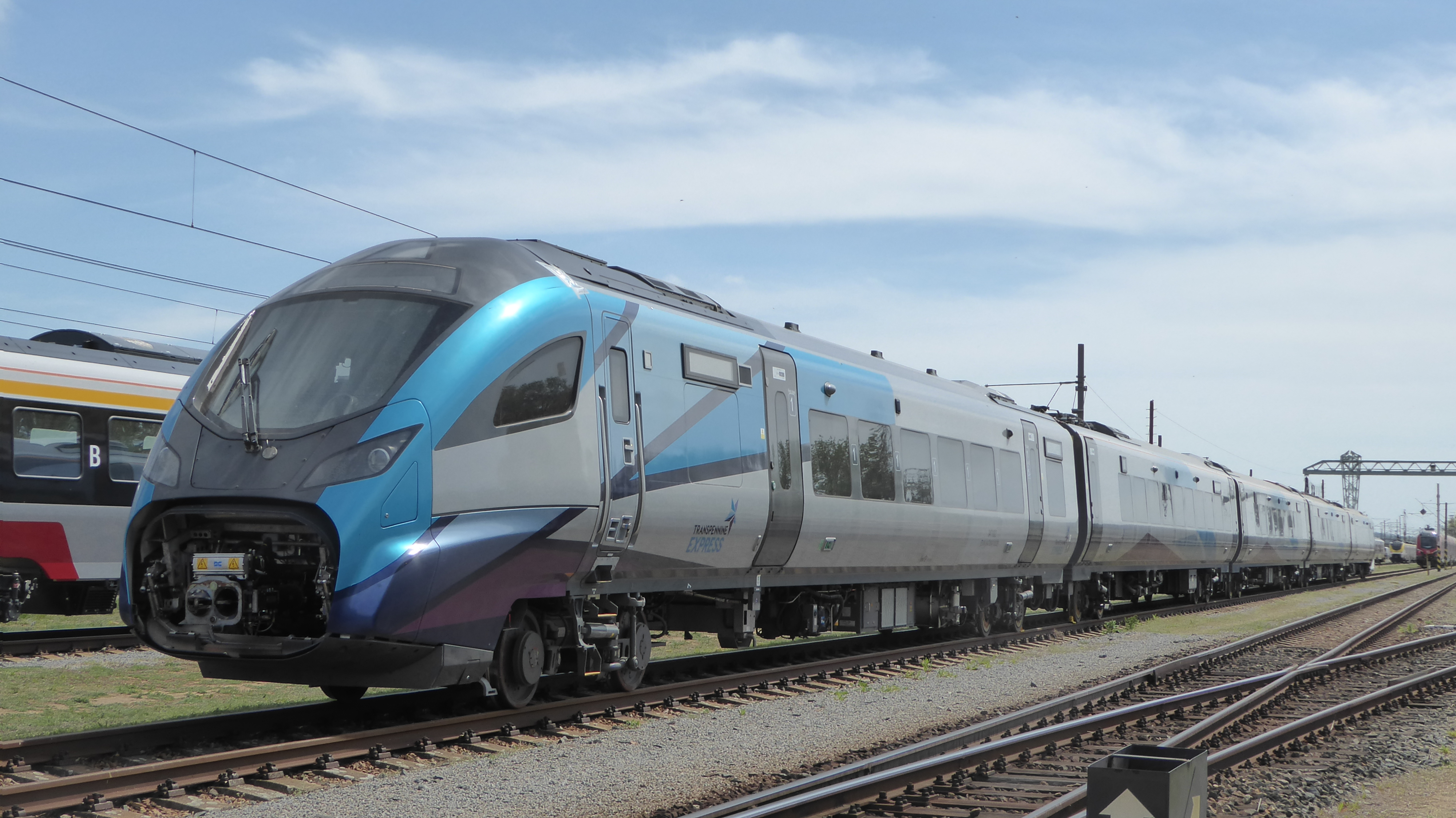
ヴェリム鉄道試験線の397形（2019年撮影）
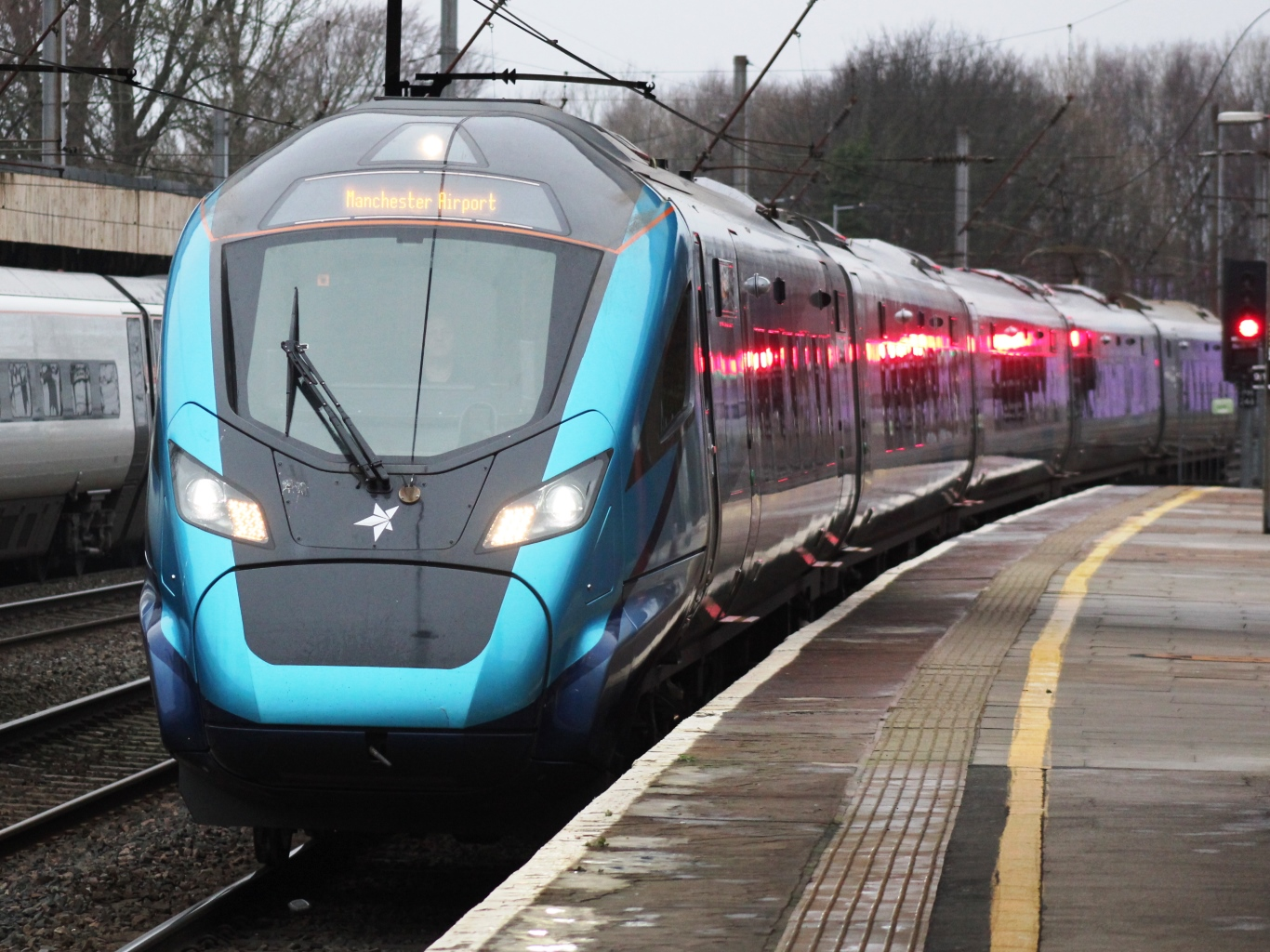
グラスゴーに到着する397形（2019年撮影）